# Edwin Swatek
Edwin Swatek (n. 7 ianuarie 1885, Chicago, Illinois, SUA – d. 2 ianuarie 1966, Oxnard, California, SUA) a fost un înotător ce a reprezentat Statele Unite ale Americii, medaliat olimpic. A participat la o ediție a Jocurilor Olimpice (1904) în care a câștigat o medalie de argint.

## Participări
Lista de mai jos prezintă principalele competiții la care a participat Edwin Swatek de-a lungul carierei.
- Jocurile Olimpice de vară din 1904